# Kerygmatische Theologie
Die Kerygmatische Theologie (kerygmatisch ‚zur Verkündigung gehörend‘, ‚verkündigend‘, ‚predigend‘), auch Verkündigungstheologie, legt den Gehalt der christlichen Botschaft, d. h. des Evangeliums, dar.

## Merkmale
Die Kerygmatische Theologie betont die unveränderliche Wahrheit des Kerygmas (der Verkündigung, der Botschaft) gegenüber zeitgenössischen Forderungen, die aus einer bestimmten Situation bzw. Umständen entstehen, oder Forderungen, die der jeweilige Zeitgeist formuliert. Damit stellt sich die Kerygmatische Theologie oft gegen eine Anpassung an den Zeitgeist – im Gegensatz beispielsweise zum religiösen Nationalismus der „Deutschen Christen“.
Die Kerygmatische Theologie unterstellt alles theologische und auch orthodoxe Denken dem Kriterium der Verkündigung. Die Verkündigung ist in der Bibel enthalten, jedoch nicht mit der Bibel identisch, da die Verkündigung ein Ausdruck der klassischen Überlieferung der christlichen Theologie ist.
Joseph Jungmann zufolge muss durch Verkündigung das Christentum von einem „Gewohnheitschristentum“ hin zum eigentlichen Kern des Glaubens erst wieder zurückgebracht werden. Diese Forderung betont eine Heilsdimension des christlichen Glaubens. In der Theologie muss in diesem Sinne zwischen Wissenschaft und Verkündigung unterschieden werden. Dabei handelt es sich um zwei Bereiche, die aber aufeinander bezogen sein sollen.

## Kerygmatische Theologie in der protestantischen Kirche

### Ursprung
Der Anfang der kerygmatischen Theologie kann 1892 bei einem Vortrag von Martin Kähler vor der Wuppertaler Pastoralkonferenz gesehen werden. In diesem Vortrag mit dem Titel „Der sogenannte historische Jesus und der geschichtliche, biblische Christus“ wandte sich Kähler gegen historischen Skeptizismus und wechselnde Moden der Leben-Jesu-Forschung. Als Fehler identifiziert Kähler hierin den Versuch der historischen Jesusforschung, mit einer Biographie das Werden Christi zu beschreiben:

„Nun, versenkt man sich in sein Thun und Lassen; man sucht es zu verstehen; man verfolgt es in seine Voraussetzungen; man versenkt sich in sein Bewußtsein; in sein Werden, ehe er hervortrat – man geleitet den jugendlichen Jesus durch die Klüfte und Felder, an der Mutter Schoß, in des Vaters Werkstatt und in die Synagoge – und man ist eben auf dem Holzwege.“

Dem gegenüber verweist Kähler nun auf einen kerygmatischen Charakter der Evangelien, die ihm zufolge an der protokollarischen Tradierung vergangenen Geschehens nicht interessiert seien.
Nach dem 1. Weltkrieg entwickelte sich eine formgeschichtliche Methode. Deren Relevanz konnte durch die Kerygmatheologie erschlossen werden, die einen tragfähigen theologischen Ansatz bot, der mit der kritischen Haltung der Theologen dieser Zeit vereinbar war. Als besonders einflussreicher Theologe dieser Zeit gilt Rudolf Bultmann. Während Kähler aber noch Bezug auf die Geschichte Jesu genommen hat, war für Bultmann in dessen konsequenter Kerygmatheologie in diesem Zusammenhang nur noch entscheidend, dass der irdische Jesus überhaupt historisch gewesen ist. So sah er auch eine radikale Diskontinuität zwischen den Worten und Taten Jesu einerseits und der nachösterlichen Verkündigung Christi andererseits.

### Philosophische und Kerygmatische Theologie bei Paul Tillich

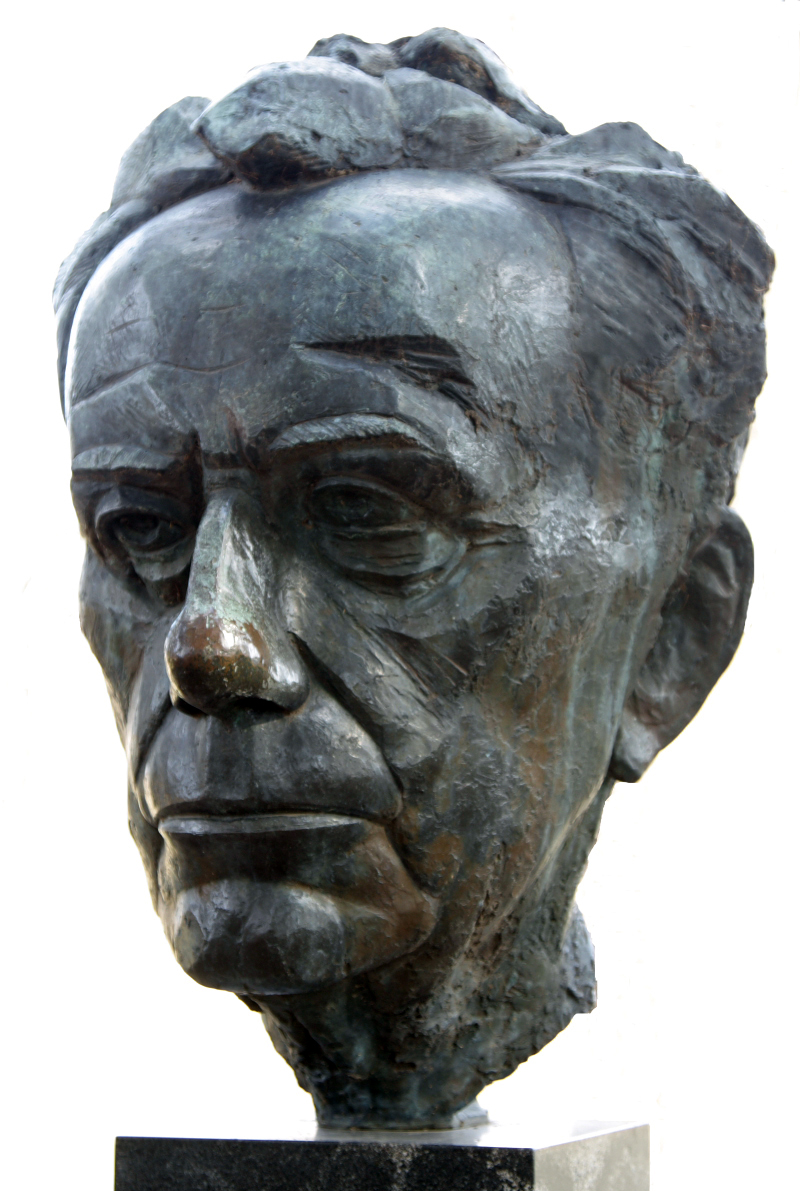
Paul-Tillich-Büste

Paul Tillich (1886–1965) unterscheidet zwischen der Philosophischen Theologie und der Kerygmatischen Theologie. Wichtig ist, dass in diesem Zusammenhang der Begriff „philosophische Theologie“ nicht gleichzusetzen ist mit „natürlicher Theologie“ oder „philosophischer Gotteslehre“. Philosophische Theologie bei Tillich bezeichnet eine Theologie, die zwar auf dem Kerygma (der Botschaft) basiert, die jedoch den Gehalt des Kerygmas im engen Wechselverhältnis zur Philosophie begründet. Hingegen unternimmt eine Kerygmatische Theologie nach Tillich den Versuch, in systematischer und geordneter Form den Gehalt der christlichen Botschaft darzulegen, ohne dabei die Philosophie mit einzubeziehen.
Laut Tillich bedürfen die philosophische Theologie und die Kerygmatische Theologie einander, da etwa die Kerygmatische Theologie philosophische Methoden und Begriffe verwenden muss, weil sie ohne ontologische Begrifflichkeit nicht auskommt. Ansonsten wäre die Kerygmatische Theologie keine „Theo-logie“, da der Begriff „Theo-logie“ in seinem ersten Wortteil bereits auf das Kerygma hinweist, in dem sich Gott offenbart. Der zweite Wortteil bezeichnet die Möglichkeit der menschlichen Vernunft, diese Botschaft zu empfangen und auszulegen.

### Kerygmatische Theologen: Martin Luther und Karl Barth

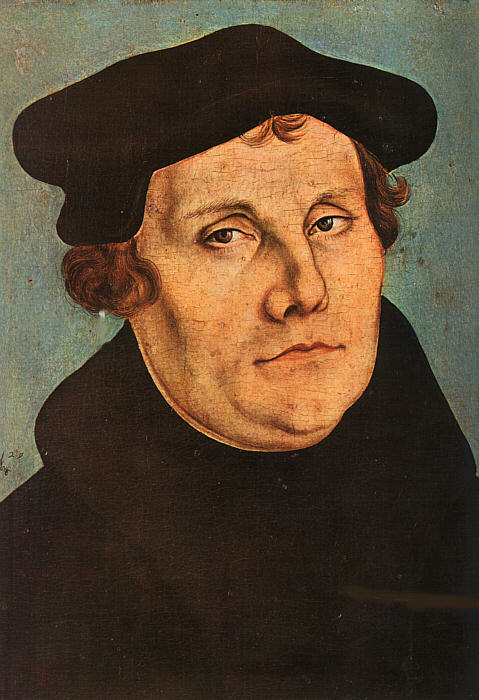
Martin Luther (1529)

Bedeutende Beispiele Kerygmatischer Theologie sind die Reformatorische Theologie (Martin Luther (1483–1546), Johannes Calvin (1509–1564)) und die sogenannte Neureformatorische Theologie von Karl Barth (1886–1968) und dessen Schule. In ihrer Zeit wurden sowohl Luther und Calvin wie auch Barth von Orthodoxen massiv angegriffen. Daher ist Paul Tillich der Auffassung, „dass es nicht ganz zutreffend ist, Luther ‚orthodox‘ und Barth ‚neuorthodox‘ zu nennen. Luther war in Gefahr, orthodox zu werden, und das Gleiche gilt für Barth, aber sie wollten es beide nicht. Beiden geht es ernsthaft darum, die ewige Botschaft in Bibel und Tradition wieder zu entdecken und einer entstellten Tradition und einem mechanischen Missbrauch der Bibel entgegenzusetzen.“
Luther kritisierte seinerzeit die Haltung des Vatikans, dessen Vorstellung von Heilsstufen und der Vermittlung von Glaubensinhalten. Dieser Haltung der römisch-katholischen Kirche setzte er die unveränderliche Wahrheit des Kerygmas (Verkündigung, Botschaft) entgegen: So betonte Luther die biblischen Kategorien „Gnade“ und „Gericht“, er entdeckte die paulinische Botschaft neu und wies auf die ungleichen „Werte“ der biblischen Bücher hin – dies gilt als Kerygmatische Theologie.
Barth kritisierte hingegen die neuprotestantisch-bürgerliche Verbindung aus modernem Denken jener Zeit mit der christlichen Botschaft (dem Kerygma). Dem stellte er das christliche Paradox entgegen – zusammen mit seiner Interpretation des Römerbriefs und seiner radikalen Distanzierung von der liberalen Theologie und der historisch-kritischen Methode. Auch dies gilt als Kerygmatische Theologie.
Was verbindet Luther und Barth? Beide stellten die ewige Wahrheit des Kerygmas der jeweiligen menschlichen Situation und ihren Forderungen gegenüber. Dies erzeugte in ihrer Zeit eine „prophetische, im Tiefsten erschütternde und umwandelnde Gewalt.“

## Kerygmatische Theologie in der Katholischen Kirche
In den 1930er Jahren wurde in Teilen der katholischen Kirche eine Erfahrungsarmut der Theologie bemängelt, da ihr Bezug zur Praxis kirchlicher Verkündigung kaum mehr erkennbar sei. Dies war die Grundlage für das Entstehen der „Kerygmatischen Theologie“ oder „Verkündigungstheologie“ in der katholischen Kirche im deutschsprachigen Raum. Dabei entwarfen verschiedene Geistliche ab den 1930er Jahren eine Theologie, „... die sich ganz dem pastoral-praktischen Anliegen der Vermittlung zwischen dem Kerygma des Christentums und den Bedürfnissen des Menschen der Gegenwart, unter Ausschaltung der scholastischen Theologie, widmet.“
Den Grundstein für diese Kerygmatische Theologie legte Josef Andreas Jungmann (1889–1975) mit seinem 1936 erschienenen Buch Die Frohbotschaft und unsere Glaubensverkündigung. Er gilt damit als Vater der Innsbrucker Verkündigungstheologie und wollte mit dieser Schrift auf die damalige Situation des Christentums reagieren, das er als „Gewohnheitschristentum“ empfand und das durch eine erneute Verkündigung wieder zum wesentlichen Kern des Glaubens hingeführt werden sollte.
Darüber hinaus bemühte sich in der katholischen Kirche Hugo Rahner (1900–1968) mit anderen Theologen seiner Zeit, darunter sein Bruder Karl Rahner (1904–1984), um eine Theologie, welche sich vollkommen in den Dienst der Verkündigung stellt. Seine Vorstellungen und Grundgedanken hierzu veröffentlichte er in seinem Buch Eine Theologie der Verkündigung, das 1939 erschien. Weitere Vertreter der Kerygmatik waren unter anderen Romano Guardini (1885–1968) und Franz Xaver Arnold (1898–1969), welche die Katechetik in ihrer ursprünglichen Form stärken wollten.
Karl Rahner ging so weit, dass er seine gesamte Theologie in den Dienst der Verkündigung stellte, so dass bei Rahner die klare Trennung zwischen Schul- und Verkündigungstheologie aufgehoben wurde. Damit legte Rahner den Grundstein für eine neue anthropozentrische Theologie – sozusagen „von unten“. Dieser Subjektivismus und Anthropozentrismus waren die Ausgangspunkte für alle weiteren Thesen Karl Rahners, die von Papst Pius XII. (1876–1958) und dem Heiligen Offizium, der Kongregation für die Glaubenslehre, deutlich kritisiert wurden.
Diese Ausprägung der Kerygmatischen Theologie wird seither einerseits positiv beurteilt, da sie versuchte die Neuscholastik zu überwinden. Andererseits steht sie in der Kritik, da sie die zwei theologischen Bereiche trennen wollte.

## Kerygma-Theorie
In der kritischen Auseinandersetzung mit der kerygmatischen Theologie wird gelegentlich auch der Begriff Kerygma-Theorie verwendet. Dabei geht es darum, vom Kerygma als Kern der Theologie auf dazu notwendig erfüllte Bedingungen zu schließen. Dazu gehört beispielsweise eine auf «alle kerygmatischen Formulierungen» gestützte Annahme, Predigten über die Passion Christi hätten die Existenz einer geschlossenen Leidensgeschichte bereits vor der Niederschrift der Evangelien vorausgesetzt. Ebenfalls hierzu gerechnet werden kann eine Annahme, Theologiegeschichte ließe sich „Mittels des Ausgangspunktes bei Bekenntnisformeln (nach Art des Credo)“ rekonstruieren.